# The Look of Love (singel Madonny)
The Look of Love – singel Madonny wydany w 1987.
Teledysk do utworu był montażem scen z filmu Kim jest ta dziewczyna?. Singel nie ukazał się w Stanach Zjednoczonych. Piosenka była wykonywana jedynie podczas trasy Who’s That Girl (1987). Na stronie B wytwórnia zamieściła utwór „I Know It” pochodzący z debiutu artystki Madonna z 1983. Z kolei w 1989 „The Look of Love” został wydany na b-side singla „Express Yourself” promującego czwartą studyjną płytę Madonny Like a Prayer.